# Międzynarodowa Liga Kobiet na rzecz Pokoju i Wolności
Międzynarodowa Liga Kobiet na rzecz Pokoju i Wolności (ang. Women's International League for Peace and Freedom) – międzynarodowa organizacja powstała w 1915 roku w Hadze podczas międzynarodowego kongresu kobiet. Jej siedziba znajduje się w Genewie.
Najwyższym jej organem jest Kongres, zbierający się co 3 lata. Wybierany jest wówczas Komitet Wykonawczy, który składa się z przewodniczącego, dwóch wiceprzewodniczących, skarbnika i dziewięciu członków.
Organizacja ma charakter pacyfistyczny. Jej celem jest zjednoczenie kobiet w walce o likwidację politycznych, społecznych i psychologicznych przyczyn wybuchu wojen oraz o utrzymanie pokoju.
W okresie międzywojennym ze strony Polski z organizacją współpracował Klub Polityczny Kobiet Postępowych. 